# Christoph Gundermann

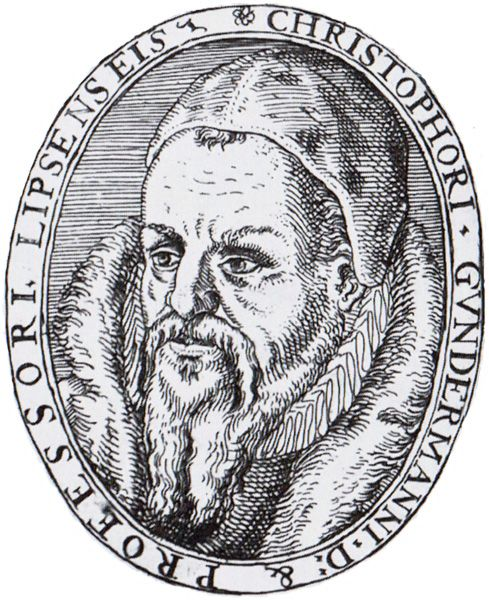
Christoph Gundermann

Christoph Gundermann (* 1549 in Kahla; † 5. Januar 1622 in Neustadt an der Haardt) war ein deutscher reformierter Theologe.

## Leben
Gundermann studierte 1569–1571 an der Universität Wittenberg. 1571 stand Gundermann als Rektor der Martinischule in Halberstadt vor und war später (vor 1583) in gleicher Funktion in Riddagshausen (Braunschweig) tätig. 1583 kehrte er als Oberpfarrer an St. Martini nach Halberstadt zurück und wurde 1584 zum Hofprediger ernannt. 1590 wurde er an der Universität Wittenberg zum Lic. theol. und 1591 zum Dr. theol. promoviert. 

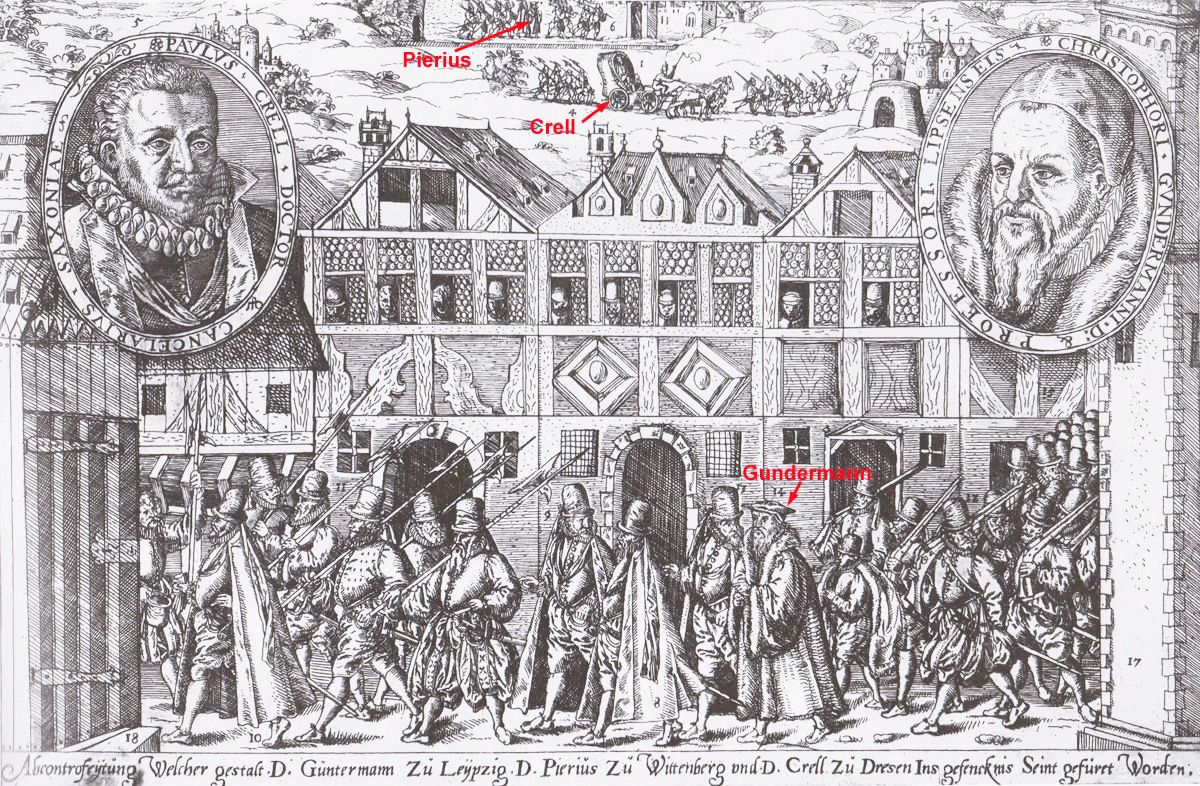
Die Festnahmen von Gundermann (Leipzig), Crell (Dresden) und Pierius (Wittenberg), Kupferstich, Leipzig 1592

1590 war Gundermann Pfarrer an St. Thomas in Leipzig und lehrte zugleich bis 1591 als ordentlicher Professor für Theologie an der dortigen Universität. Gundermann setzte sich als Calvinist für die Abschaffung des Exorzismus bei der Taufe ein. Nach dem frühen Tod des sächsischen Kurfürsten Christian I. 1591 übernahm Herzog Friedrich Wilhelm I. für dessen noch unmündigen Sohn (Christian II.) die Regierungsgeschäfte. In Glaubensfragen hatten nun wieder die orthodoxen Lutheraner das Sagen. Die Anhänger des Calvinismus wurden aus allen Ämtern entfernt und verfolgt, so auch Gundermann. Am 15. November 1591 wurde er in seiner Wohnung verhaftet und als „Kryptocalvinist“ auf der Pleißenburg festgesetzt. Erst durch den Widerruf seiner Lehrmeinung konnte er einer Hinrichtung entgehen. Er musste sich urkundlich verpflichten, nicht gegen die Augsburgische Konfession, die Schmalkaldischen Artikel und die Konkordienformel zu lehren, verlor zudem seinen Hochschulposten und musste sein Predigeramt niederlegen. Während seiner Haftzeit beging seine erste Ehefrau Ottilie (geb. Fischer) am 24. Januar 1592 Suizid.
Nach seiner Freilassung 1592 kehrte Gundermann wohl noch kurz in seine Heimatstadt Kahla in das Haus seines Bruders zurück, bekleidete aber noch im selben Jahr die Stelle eines reformierten Pfarrers an der Peterskirche in Heidelberg. 1595 wechselte er als Pfarrer und Superintendent nach Neustadt a. d. Haardt. 

## Schriften

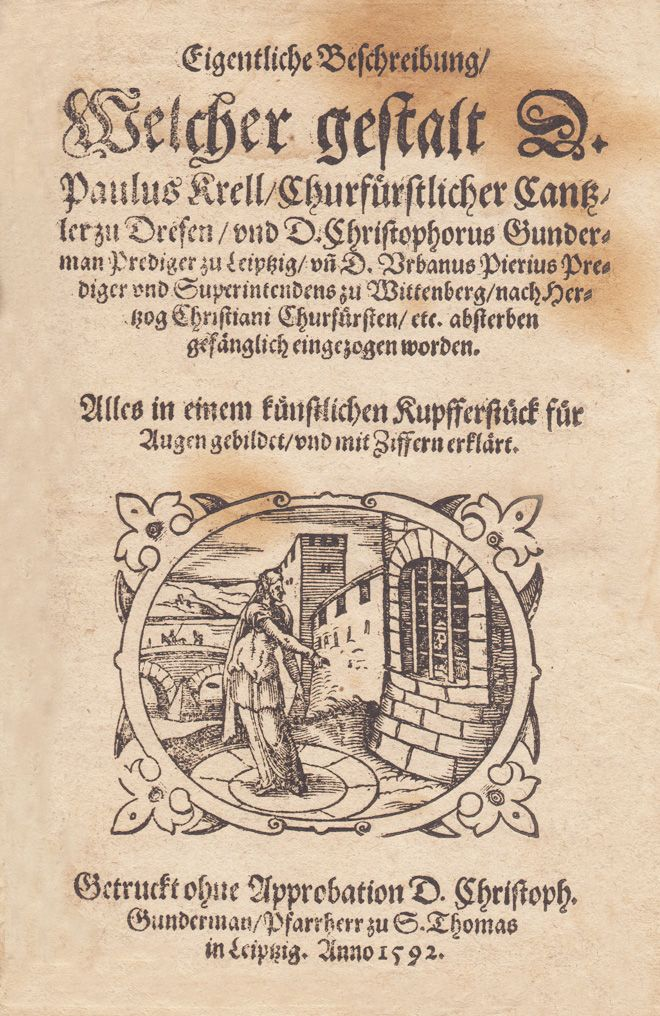
Titelblatt der Flugschrift zu Gundermanns Verhaftung, Leipzig 1592

- Christophori Gundermans und anderer seiner calvinischen Mitgenossen Klage, Pein und Bekentdnis. Sampt angehengten Gespreche, und auch Urtheil so die Studenten zu Leiptzig uber gedachten Gunderman gefellet haben. 1592.
- Wiederuff zweyer Calvinistischer Prediger. O.O. 1592.
- Eigentliche Beschreibung, Welcher gestalt D. Paulus Krell, Churfürstlicher Cantzler zu Dresen [sic], vnd D. Christophorus Gunderman Prediger zu Leipzig, vn[d] D. Vrbanus Pierius Prediger und Superintendens zu Wittenberg, nach Hertzog Christiani Churfürsten, etc. absterben gefänglich eingezogen worden. Alles in einem künstlichen Kupfferstück für Augen gebildet, vnd mit Ziffern erklärt. Getruckt ohne Approbation D. Christoph. Gunderman, Pfarrherr zu S. Thomas in Leipzig. [Leipzig] 1592.

## Literarische Bearbeitung
In Ina Seidels Roman Lennacker (1938), Kapitel Die dritte Nacht, tritt Christoph Gundermann als geistig gebrochener Kräutermann in Kahla auf.
| Personendaten    | Personendaten                   |
| ---------------- | ------------------------------- |
| NAME             | Gundermann, Christoph           |
| KURZBESCHREIBUNG | deutscher reformierter Theologe |
| GEBURTSDATUM     | 1549                            |
| GEBURTSORT       | Kahla                           |
| STERBEDATUM      | 5. Januar 1622                  |
| STERBEORT        | Neustadt an der Haardt          |